# 新竹市光復高中納粹事件
2016年12月23日，新竹市私立光復高級中學校慶活動舉辦「歲末感恩·光復有愛」變裝遊行，師生在遊行進場時裝扮成納粹親衛隊（亦稱為黨衛軍）、臺灣總督府警察、馬赫坡社霧社事件以及國共內戰等。其中扮演德國納粹的活動影音被張貼在社群網站上，截圖被轉載到批踢踢實業坊八卦板引發軒然大波，引起議論。此事件更引起駐台北以色列經濟文化辦事處及德國在台協會嚴厲批評。2016年12月24日，中華民國總統府正式道歉，光復高中校長及學務主任出面道歉。12月25日，時任校長程曉銘宣布請辭，以示負責。

## 背景
納粹德國於1939年發動第二次世界大戰，1941年之後針對猶太人進行大規模屠殺。二戰之後，德國政府宣布纳粹党為非法組織，並密切監控在國內乃至全球任何有關納粹政權的言論，防止納粹主義再度復興。
台灣曾經發生過多次因學生模仿第二次世界大戰納粹德國的爭議事件，如在2006年，一群學生組織國家社會主義學會宣傳纳粹主义，遭到以色列駐台辦事處關切；2011年時，3名學生穿著納粹軍服參加國防部舉辦的暑期戰鬥營，引起軒然大波，國防部因此親自出面向以色列代表處道歉；2013年的反同志大遊行中，有1名反同年輕人穿著納粹軍服參加活動，對此以色列駐台北經濟文化辦事處表達嚴重關切。

## 過程
光復中學時任校長程曉銘表示，每年都會辦創意變裝遊行，原本設定是與弱勢團體同樂，今年主題為「古今中外歷史人物」。
光復高中劉姓班導師表示，2016年是以歷史人物為主題的變裝秀，原本打算做阿拉伯主題，但最後經兩輪投票後決定做「希特勒」。此過程中班導師不斷告知學生此議題非常有爭議，但最後仍決定尊重學生投票結果。
2016年12月23日，光復高中舉行「歲末感恩·光復有愛」變裝遊行活動，其中某班進場時扮演納粹黨，包括身穿納粹服裝、揮舞納粹黨旗幟、高舉黨之鷹、搭乘紙製虎式坦克及行納粹禮，其中該班教授歷史的導師扮演希特勒，站在紙箱做的戰車裡行納粹禮。活動照片被張貼在社群網站上，社群網站的網頁被截圖轉載到批踢踢實業坊八卦板，此一行為在網路上引起熱議，部分網友表示很不妥。也有網友表示，畢竟只是一場展示表演活動不要太認真。轉載到批踢踢實業坊八卦板的網友在網路上說明，是他將截圖給以色列辦事處的社群網站，此檢舉行為讓以色列辦事處發表聲明。對此事件光復中學程曉銘表示，將會加強相關歷史教育與國際觀，老師在活動之前確定無殺戮情節或是偶像崇拜與口號呼喊，服裝則是由西裝校服拼貼而成，造型戰車也只是用紙箱製作，尊重學生創意發想，並強調絕無支持納粹暴行之意。
此外，還有另一班扮裝主題為霧社事件重演，內容為馬赫坡社原住民示威並殺害日本警察，活動主持人高呼「打倒日本鬼子，光復我中華民族！」引起網友熱議。有網友批評該重演提及原住民光復中華民族不合史實。

## 事後處理
對此中華民國教育部成立專案小組，前往光復高中進行調查，並將對光復高中的行政失職部分進行懲處，要在一個月內拔除其優質高中認證，並扣減該校1年200萬元的私校補助款。教育部也發函各級學校，要求落實歷史教育和國際觀。
光復中學校方則發出道歉聲明，表示事前並未了解歷史事實所代表的意義，將追究相關責任，避免再發生。校方絕無支持納粹暴行之意，對於造成相關誤解，對相關國家與社會大眾鄭重道歉。該校校長程曉銘其後引咎辭職，劉姓班導師、姚姓訓育組長及廖姓學務主任則被送交教評會議處。惟無論教育部或者是光復中學，均表示不會對相關學生作出任何懲處。
2017年1月6日，程姓校長卸任前帶領學務主任、變裝事件班級導師及學生，拜會駐台北以色列經濟文化辦事處，對變裝遊行一事表達歉意。以色列代表游亞旭聽取學校的歉意與說明後，已表示諒解，並期待往後有更多的教育交流。

## 各方反應
駐台北以色列經濟文化辦事處在24日發出聲明，強烈譴責此一行為，並深感遺憾與失望，同時呼籲台灣應加強相關歷史教育。德國在台協會處長歐博哲對此表示難以置信，並強調此一行為是對受害者的汙辱。
中華民國總統府發布新聞稿表示，這是對遇過戰爭迫害的猶太人極其的不尊重，是對歷史的無知，將請行政部門追究校方責任，並且要求檢討與了解相關教育，並向相關國家道歉。
歷史教師深根聯盟與公民教師行動聯盟認為，台灣過去在威權統治教育中長大，因此對於仿效納粹一事感到無感。台灣駐德代表謝志偉認為，納粹陰魂還在台灣，台灣並未真正深入地把過去的「國家暴力」放進歷史教育中。台大教授葉丙成認為，台灣的歷史教育只是將知識灌輸給學生，學生對當中的歷史意義無感。
但除了批判過去國民政府教育方式的發言以外，亦有政治評論家如黃智賢認為民進黨美化當年日本殖民統治，才造成此結果。
26日，時任光復中學家長會長的劉興藻在接受媒體訪問時表示，站在孩子的角度想，這起事件是非常單純的，「更何況這些東西已經距離我們這麼遙遠，站在家長角度我們認為，我們不是生活在非民主的國度。」他還喊話，盼「不要把政治架構在我們未來的下一代，遇到國外人士說到我們台灣如何，就馬上先把自己台灣的國民子民先罵一頓。」
27日，新竹縣立委林為洲在臉書上貼出光復中學希特勒表演的介紹詞全文照片，並指這是一場「詞不達意」的演出，同時呼籲：「停止霸凌光復中學，收回行政處罰。」另外，新竹縣議員張志弘也在貼文下方回應：「錯不在學校、學生，錯的是總統府和敎育部，一個創意表演有需要用到中央去怎麼在意嗎？委員，麻煩您在立法院為光復的老師和學生發聲。」
台灣教授協會表示，該事件給予的教訓展示了道德的空洞和社會去責的態度，但也坦言「要在這次的事件中一次獲得改善幾乎不可能」。
28日，中国大陆国台办发言人安峰山表示，德国纳粹主义和日本军国主义都是在第二次世界大战期间给世界人民造成深重灾难的罪魁祸首，应该得到全人类的一致谴责和唾弃。如果在历史的评判上搞这种双重标准，在文化和教育领域刻意地进行歪曲和误导，只会造成社会的精神缺失和价值错乱。燦爛時光東南亞主題書店負責人張正認為，學生並無違法違規，而納粹也不是研究與展演的禁區，主辦單位反倒應向抗議國表達自身立場。